# 岡山貨運站

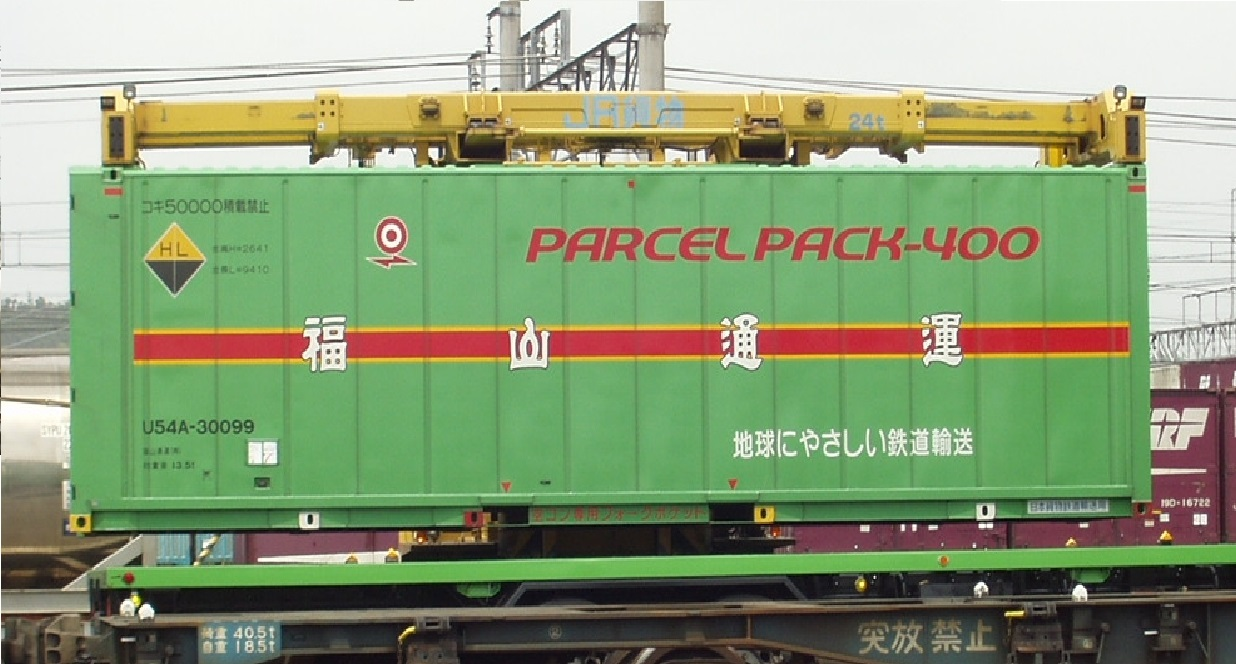
此站的貨物高度有限制，這是由於路軌上設有架空電纜。車站可處理30呎級大型貨櫃。2005年4月23日拍攝。

岡山貨運站（日语：／ Okayama-Kamotsu-Tāminaru eki */?）是位於岡山縣岡山市北區野田四丁目，日本貨物鐵道山陽本線的貨運車站。在2016年（平成28年）3月26日前，此站曾名為西岡山站。本條目也記述於此站鄰近的岡山編組場。
本站不單是山陰方向的分支地點，也是前往水島臨海鐵道港東線東水島站、山陽本線東福山站的中繼車站。車站範圍較大。使用此站的物流公司包括日本通運、岡山縣貨物運送、谷川運輸倉庫、岡山通運和水島臨海通運。

## 處理貨物
- 鐵路貨櫃貨物
  - 12呎貨櫃、20/30呎大型貨櫃、20/40呎海運貨櫃。最大載貨量為24公噸。
- 臨時車載貨物
- 此站可起卸工業廢料·特別工業廢料。

## 車站構造
本站設有2面貨櫃月台，站內採用了到發線貨物起卸方式（E&S方式）處理貨物，上下行各有1條。在神戶一方（上行線）設有有連接本線的3條路軌。到發線上下行也有4條（當中1條可對應E&S）。上下行設有停泊車輛的引上線。車站大樓東邊設有客留線。站內設有營業櫃臺，該處設有JR貨物岡山營業所。

## 歷史
- 1925年（大正14年） - 平面編組場式纙岡山編組場開業[1]。處理規模每日1,300架車輛[1]。
- 1942年（昭和17年） - 處理量大幅增加至每日2,500架車輛，新設南分揀線和宇野線短絡線（岡山編組場 - 大元站）[2]。
- 1945年（昭和20年） - 站內北邊增設上行到發線、分揀線[2]。
- 1953年（昭和28年） - 由於2處分揀線的運作較差，因此進行站內改善工程[3]。
- 1969年（昭和44年）10月1日 - 岡山操車場南邊開設西岡山站[4]。在山陽新幹線開業後，由於位於岡山站的貨運設備受到阻礙，因此貨運業務遷移至此站[4]。
- 1974年（昭和49年）10月1日 - 在「荷貨一元化」下，此站開始處理行李。
- 1978年（昭和53年）10月2日 - 此站不再處理行李。
- 1984年（昭和59年）
  - 2月1日 - 編組場功能停止。
  - 12月30日 - 宇野線短絡線廢止。
- 1987年（昭和62年）4月1日 - 伴隨國鐵分割民營化，岡山編組場由西日本旅客鐵道（JR西日本）經營，西岡山站由日本貨物鐵道（JR貨物）經營。
- 1990年（平成2年）
  - 3月10日 - 岡山編組場和西岡山站合併[5]。
  - 3月15日 - 舊岡山編組場的貨物起卸設備遷移，引入到發線貨物起卸方式。在遷移後，西岡山站變成現在岡山巨蛋（日语：岡山ドーム）的地方。
- 2016年（平成28年）3月26日 - 站名改名為岡山貨運站[6]。

岡山編組場規模
- 面積：58.6萬平方米
- 路軌總長：57.5公里
- 調度處理量：2,800車/日
- 貨物處理量：每年90萬公噸（昭和49年）

## 相鄰車站
西日本旅客鐵道
山陽本線
岡山－岡山貨運站－北長瀨

## 注腳
1. 1 2  「鉄道による貨物輸送の変遷」太田幸夫，富士Contem，2010年，p.28
2. 1 2  「鉄道による貨物輸送の変遷」太田幸夫，富士Contem，2010年，p.35
3. ↑  「鉄道による貨物輸送の変遷」太田幸夫，富士Contem，2010年，p.38
4. 1 2  「鉄道による貨物輸送の変遷」太田幸夫，富士Contem，2010年，p.66
5. ↑  . 交通新聞 (交通新聞社). 1989-10-21: 1 （日语）.
6. ↑   (PDF) (新闻稿). 日本貨物鴝道株式會社. 2015-12-18  [2015-12-21]. （原始内容 (PDF)存档于2015-12-22） （日语）.
7. ↑  「鉄道による貨物輸送の変遷」太田幸夫，富士Contem，2010年，p.244